# 有坂成章
有坂成章男爵（日语：／ Arisaka Nariakira，1852年4月5日—1915年1月12日）是大日本帝國陸軍的一名軍官及武器設計者、發明家，官拜中將。作為著名的三十年式步槍及九九式步槍的發明者，他與村田經芳及南部麒次郎一同被認為日本歷史上最偉大的槍械發明家。

## 生平
木部成章（於1852年4月5日生於周防國（今山口縣）岩國市內的一個武士家庭中。他是長州藩藩士木部左門的第四個孩子、第二個兒子。在11歲的那一年，他被過繼給一個槍炮匠有坂長良，並隨養父改姓名為有坂成章。明治維新之時，他報名參加了倒幕的皇軍，並參與了著名的鳥羽伏見之戰。
大政奉還後的1870年，他入讀軍校深造，但於三年後中輟並到東京砲兵工廠任職，期間被當時著名的武器發明家村田經芳少將（村田式步槍的發明者）相中，收歸旗下專職新型軍火開發工作，領預備役銜文職。

### 書籍
- Bishop, Chris (eds) The Encyclopedia of Weapons of World War II. Barnes & Nobel. 1998. ISBN 0-7607-1022-8
- McCollum, Duncan O. Japanese Rifles of World War II. Excalibur Publications (1996) ISBN 1-880677-11-3
- Honeycutt, Fred. L. Military Rifles of Japan.Julin Books (1996). ISBN 0-9623208-7-0
- Mayer, S.L. The Rise and Fall of Imperial Japan. The Military Press (1984) ISBN 0-517-42313-8

## 外部連結
- Markings on Japanese Arisaka Rifles and Bayonets of World War II
- Japan's Intriguing Arisakas Archive.today的存檔，存档日期2012-07-08
- Buy Military Rifles of Japan from the Author